# Gunung Dempo
Die Gunung Dempo ist ein Passagierschiff, welches als Fähre für den Inselstaat Indonesien dient. Das Schiff verfügt über zehn Decks. Die Besatzung besteht aus 141 Personen. Das Schiff kann 1.583 Passagiere und 98 Container befördern.
Das im Jahr 2006 bestellte Schiff ist die bisher letzte von der Meyer Werft im emsländischen Papenburg für Indonesien gebaute Fähre. Es hat die Baunummer 664 und gehört zum speziell für den interinsularen Verkehr in Indonesien entwickelten Typ 2000. Betreiber des Schiffes ist das Unternehmen PT. Pelayaran Nasional Indonesia.
Das Schiff wurde im Juni 2008 ohne unterstützenden Einsatz des Emssperrwerks in die Nordsee überführt. Am 21. Juni 2008 wurde das Schiff getauft und an die Reederei übergeben. Die Taufpatin des Schiffes war Arita Jusman, die Frau des indonesischen Verkehrsministers.
Benannt ist das Schiff nach dem indonesischen Vulkan Dempo.